# Торговиця (роман)
«Торговиця» — історичний роман українського письменника Романа Іваничука; опублікований у видавництві «Ярославів Вал», перевиданий у «Фоліо» 2013 року.
Роман потрапив до «довгого списку» премії «Книга року ВВС-2013».

## Анотація
| У новій книзі Романа Іваничука розкрито історію того, що пережило покоління автора від 30-х років минулого століття під час польської та радянської окупацій, розказано про здобуття довгожданої Незалежності. Описано духовне й політичне життя маленького містечка Коломия. Герої твору — українці, що одружувалися чи "водилися" з поляками або з євреями. Книга просякнута коломийською колоритністю, цікава та оптимістична. Автор зобразив "живі" діалоги, правдиві ситуації, що дає змогу читачам дізнатися, "як то воно було тоді жити"... |
|                   | Все описане в "Торговиці" я бачив власними очима. Все пережив сам. Звичайно, в романі є різні персонажі, домисел — сюжет вигаданий. Але те, що відбувалося на Коломийщині, відтворено правдиво |
| — Роман Іваничук, | |

## Огляди
Микола Григорчук на BBC Україна написав: «Ватра історичних романів Іваничука, яка дарує нам „найгострішу зброю — історичну пам'ять“, завжди палатиме серед тисячі небайдужих до долі свого народу сердець, згуртовуватиме довкола себе Голіафів, здатних перемогти Давида.».
Ніна Кур'ята на BBC Україна написала: «На тлі багатьох сучасних книг, які часто бувають переказами автобіографічних сюжетів авторів, роман Іваничука вирізняється наявністю складного сюжету, великою кількістю історичних фактів і художніх деталей».

## Цікаві факти
- Назва роману походить від назви ринку в Коломиї, де заблукав Роман Іваничук[2]. Автор каже, що це слово відображає сучасний стан України: «хто нами тільки не торгував»[8]
- Це 21-й[9] і останній[8] історичний роман Іваничука
- Це перший роман, присвячений рідному місту Іваничука[9]
- Роман було написано за 2 роки[2]
- Реальним прототипом головного героя роману «Торговиці» Олеся Шамрая був Євген — рідний брат автора, старший на 2 роки[8][9]

## Видання
- 2012 рік — видавництво «Ярославів Вал».
- 2013 рік — видавництво «Фоліо».